# 自然大调
自然大调（经常简称为「大调」），即教會調式中的伊奥尼安调式（Ionian），是调式的一种。自然大调包含七个音符，在首調唱名中分別是Do、Re、Mi、Fa、Sol、La、Si（或Ti）。C大调是大调中最“简单”的一个调性，因为它是唯一一个沒有任何升號（♯）和降號（♭）的大調，在钢琴中只需弹奏白键。
主音比某个大调低小三度的小调，称为该大调的关系小调。

## 结构
自然大调中的音符从主音开始，按照音高依次为主音、上主音、中音、下属音、属音、下中音和下主音，也可以称作主音、二级音、三级音、四级音等等。除了中音和下属音，下主音和主音之间是小二度，其他相邻两音之间都是大二度。结构为：“全音、全音、半音、全音、全音、全音、半音”。

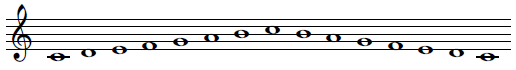
C大调音阶

## 各种大调
沒有任何升降号的自然大调只有C大调一种，其关系小调是a小调，並行小调是c小调。

### 有升号的大调
共有七种带升号的大调，分别有一至七个升号。将某个带升号大调的属音作为主音，即构成比它增加一个升号的大调。在调性标记中的升号就是按照这种顺序排列的。
| 名称    | 关系小调 | 並行小调 | 音阶 |
| ------- | -------- | -------- | ---- |
| G大调   | e小调    | g小调    |      |
| D大调   | b小调    | d小调    |      |
| A大调   | 升f小调  | a小调    |      |
| E大调   | 升c小调  | e小调    |      |
| B大调   | 升g小调  | b小调    |      |
| 升F大调 | 升d小调  | 升f小调  |      |
| 升C大调 | 升a小调  | 升c小调  |      |

### 有降号的大调
共有七种带降号的大调，分别有一至七个降号。将某个带降号大调的下属音作为主音，即构成比它增加一个降号的大调。在调性标记中的降号就是按照这种顺序排列的。
| 名称    | 关系小调 | 並行小调 | 音阶 |
| ------- | -------- | -------- | ---- |
| F大調   | d小調    | f小調    |      |
| 降B大調 | g小調    | 降b小調  |      |
| 降E大調 | c小調    | 降e小調  |      |
| 降A大調 | f小調    | 降a小調  |      |
| 降D大調 | 降b小調  | 降d小調  |      |
| 降G大調 | 降e小調  | 降g小調  |      |
| 降C大調 | 降a小調  | 降c小調  |      |

## 同音异名的大调
有三对大调是同音异名的，它们是B大调与降C大调、升F大调和降G大调，以及升C大调与降D大调。同音异名的调虽然给人不同的调性感觉，但在平均律中音高是完全相同的。

## 常用七大調
常用七大調是指調號不超過三個升降號（包括沒有升降號）的七個大調，包括C大調、G大調、F大調、D大調、降B大調、A大調、降E大調。

## 五度圈

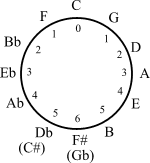
五度圈

亦可以使用「五度圈」分辨各種大調，右邊為有升號的大調，左邊為有降號的大調。順時針方向是每一次升純五度（如C的順時針方向下一個是G），逆時針方向是每一次降純五度（如C的逆時針方向下一個是F）。

## 關聯項目
- 大調（大調除了自然大調，還包括和聲大調、旋律大調）
- 小調（小調除了自然小調，還包括和聲小調、旋律小調）